# Bosanski ćilim

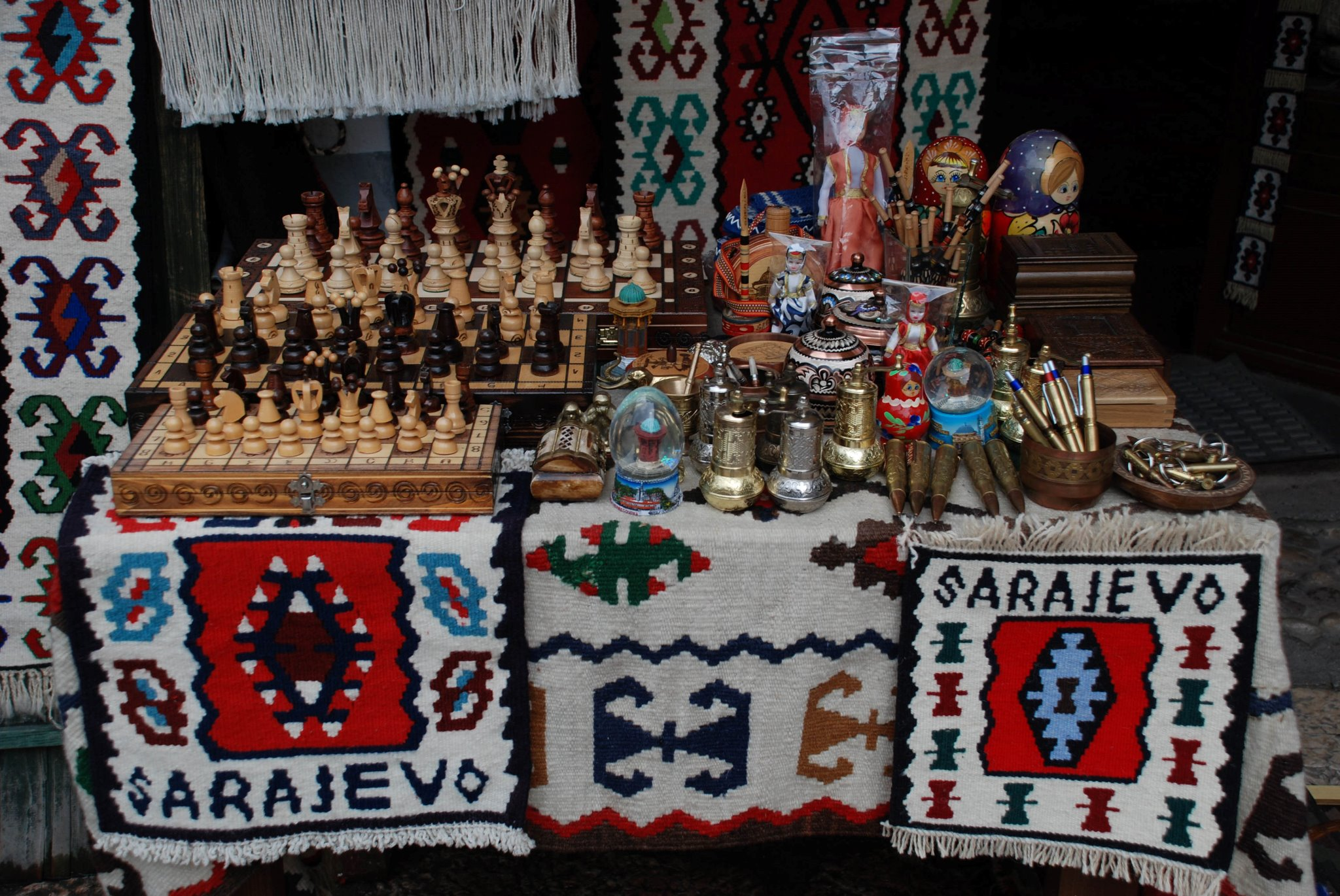
Bosnischer Kelim, ausgestellt in Sarajevo

Der Bosanski ćilim (bosnisch, dt. ‚Bosnischer Kelim‘) ist eine Variante des Kelims, die von Bosniaken und anderen Volksgruppen Bosnien und Herzegowinas gefertigt wird.
Die Technik des Kelimwirkens kam durch die Osmanen auf den Balkan, die Motive der bosnischen Kelims verbinden daher die osmanische Symbolsprache mit Ornamenten des Balkans. Bis ins 19. Jahrhundert wurden die Kelims mit Pflanzenfarben gefärbt, in der zweiten Hälfte des 19. Jahrhunderts wurden diese zunehmend durch Anilinfarben ersetzt. Die Wirkstühle erlaubten meist nur eine Breite von maximal 40 Zentimetern. Wie andere Kelims auch wird der bosnische Kelim meist aus Schafwolle gefertigt. Die Kelims wurden bis ins 19. Jahrhundert in Heimarbeit oder kleinen Werkstätten von Frauen für den Eigengebrauch hergestellt. Ihre Motive waren eher einfach, die Wolle eher rau und unverarbeitet.
Ab 1878 gehörte Bosnien und Herzegowina zum Habsburger Reich. Bereits 1879 gründete die Wiener Teppichfabrik Philipp Haas & Söhne eine Kelimfabrik mit neuen, größeren Wirkstühlen in Sarajevo-Bistrik. 1891 waren dort über 50 Teppichwirkerinnen beschäftigt. Die „traditionell bosnischen“ Motive lieferte allerdings der Österreicher Josef von Storck, der selbst nie in Bosnien und Herzegowina war und als Motivvorlage Textilien aus Dalmatien verwendete. Im Ausstellungskatalog des von ihm geleiteten Museums für angewandte Kunst hieß es 1891 dazu: „Durch Entlehnung der besten Motive von altbosnischen Teppichen und Stickereien und harmonische Zusammenstellung derselben zu neuen Mustern und Farbencombinationen gelang es ihm, eine ganz eigenartige Species von Teppichen zu schaffen, welche ihren Grundzügen und ihrem Charakter nach zwar durchaus bosnisch sind, sich aber in dem Gesammteffecte von den bisherigen bosnischen Erzeugnissen auf das vortheilhafteste unterscheiden. Dieser moderne bosnische Teppich verbindet die volle Originalität und Tüchtigkeit des orientalischen Teppichs mit allen Vorzügen der europäischen Technik.“ Die Fabrik in Sarajevo verkaufte Kelims vor allem nach Österreich-Ungarn und an die muslimische Oberschicht in Bosnien.
Die meisten bosnischen Kelims haben einen roten oder blauen Hintergrund, der mit verschiedenen Mustern geschmückt ist. Zu den Motiven gehören Linien (zatka), Zickzacklinien, Dreiecke, Rauten sowie stilisierte Motive aus Flora und Fauna. Die bekannteste Art bosnischer Kelims ist der Begovski ćilim (Bey-Teppich), an dem monatelang gearbeitet wird und der für seine Dichte bekannt ist, die kein Licht durch die Wirkerei lässt.

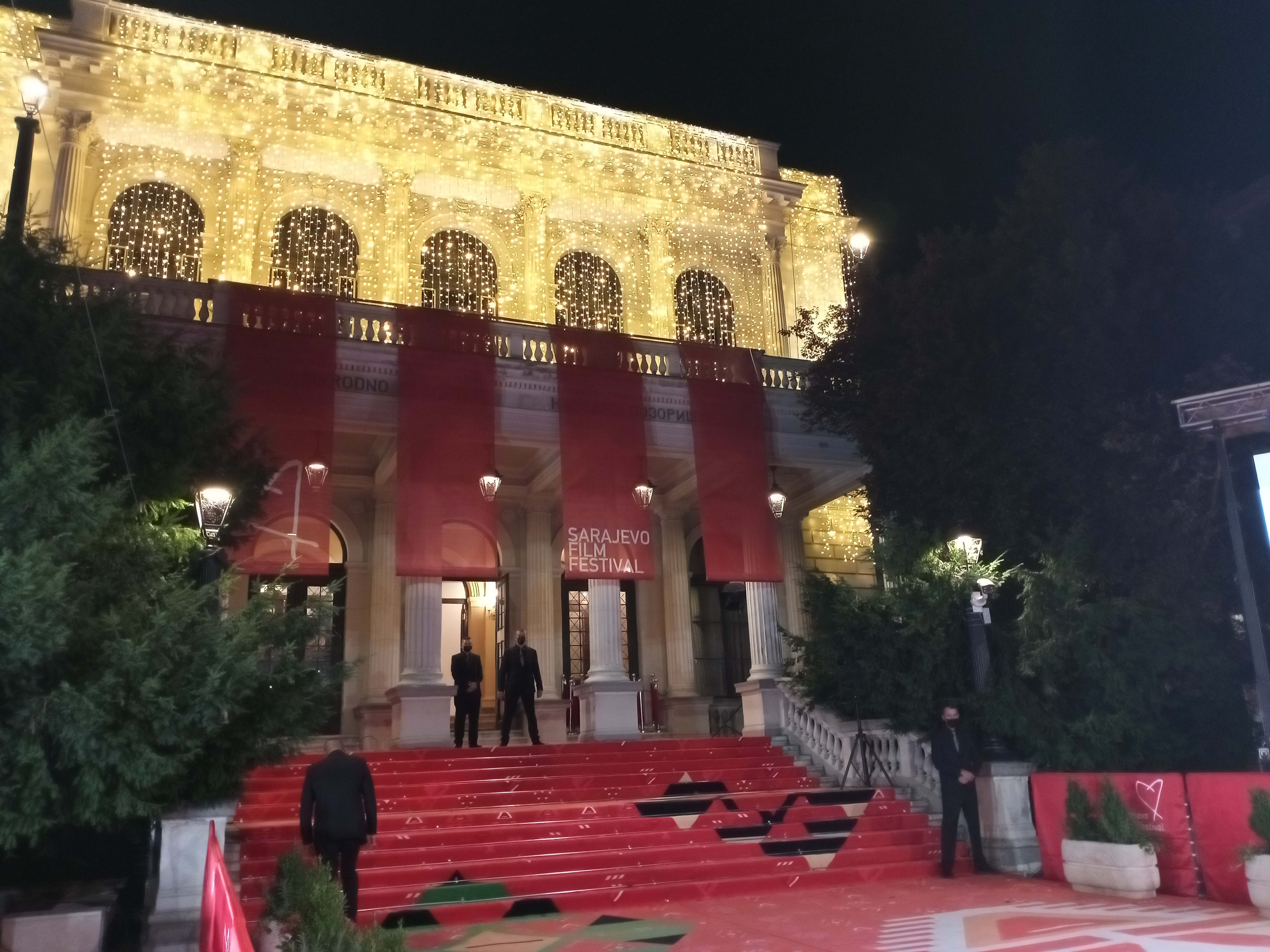
Der rote Teppich des Sarajevo Film Festivals, inspiriert von bosnischen Kelims

Das Nationalmuseum von Bosnien und Herzegowina besitzt eine Sammlung von rund 150 Exemplaren, das älteste aus der Zeit um 1800. Die Künstlerin Amila Smajović gründete 2005 eine Kelimwirkerei in Vlakovo, Ilidža bei Sarajevo, um die Tradition dieser Teppiche fortzuführen. Während die Werkstatt zwischenzeitlich geschlossen wurde, gründeten die bosnische Architektin Ivana Blaž und die slowenische Designerin Nina Mršnik das Unternehmen Kobeiagi Kilims, um die bosnische Teppichtradition zu erneuern. Das Sarajevo Film Festival benutzt statt eines klassischen roten Teppichs eine Nachbildung eines bosnischen Kelims aus der Sammlung des Nationalmuseums.